# Микерен
Микерен или Мен-кау-ре (старогрч.Mykerinos, лат. Mycerinus) био је египатски фараон из четврте династије који је започео изградњу треће и најмње пирамиде на Гизном платоу. Његова главна краљица била је Хамеренебти II. Његово име Men-Kau-Re значи „Дуго живели (људи) виталне моћи (Кау) Раа.“ Микерен је наследник Кефрена.

## Микеринова владавина
Неки аутори сматрају да је Микеренова владавина трајала од 2532. до 2504. године п. н. е, односно 28 година. Међутим, по Торинском попису краљева он је владао 18 година јер је неколико његових статуа остало незавршено после његове смрти што указује на много краћу владавину.
Према Херодоту, Менкаура је био син Кеопса. Наследивши свога оца знатно је побољшао положај становника древног Египта. Херодот у својим списима наводи да је Мен-Кау-Ре доживео велике несреће: једина кћи му је умрла пре њега, а тело јој је закопано у дрвеном бику (за кога Херодот тврди да је очуван до његових дана), као и да је у пророчишту код Бутоа предсказано да ће владати само шест година, али је Менкауфра својим лукавством успео да задржи престо укупно 12 година и тако изигра предсказање (Херодот, Историја, 2.129-133). Остали извори тврде да заправо Менкаура није био син Кеопса, него Кефрена, који је у ствари прави Кеопсовов син.

## Пирамида
Микеринова пирамида је најјужнија пирамида из Гизе. Има улаз са северне стране. Улазни пут и храм у долини су очувани у рушевинама. У односу на друге пирамиде из Гизе, долази до промене, јер изгледа да је прво направљен хоризонтални ходник. Од пода одаје пружа се ходник са одајама и основни прилаз, али у једном тренутку у поду одаје почиње коси ходник, који прави два нивоа. Сматра се да је ову пирамиду завршио Шепсескаф.

## Налази
У веома битне налазе спада и скровиште за статуе, такозване Микеринове тријаде. Сматра се да је било 42 статуе (симболишу номе у горњем и доњем Египту, будући да је нома било 42).
Десно од краља је богиња Хатор, а лево нека од богиња нома.